# Chartrettes
Chartrettes település Franciaországban, Seine-et-Marne megyében. Lakosainak száma 2593 fő (2022. január 1.). Chartrettes La Rochette, Sivry-Courtry, Vaux-le-Pénil, Bois-le-Roi, Fontaine-le-Port és Livry-sur-Seine községekkel határos.

## Népesség
A település népességének változása:
| Lakosok száma | 2602 | 2607 | 2623 | 2554 | 2544 | 2543 | 2542 | 2543 | 2593 |
|               | 2013 | 2015 | 2016 | 2017 | 2018 | 2019 | 2020 | 2021 | 2022 |